# Olivier Loustau
Pour les articles homonymes, voir Loustau.
Olivier Loustau est un acteur, scénariste et réalisateur français.

## Biographie
Olivier Loustau voulait être reporter jusqu’à ce qu’il découvre la comédie. Il commence à tourner pour le cinéma et la télévision mais le journalisme le passionne toujours : à l'automne 1992, en plein conflit yougoslave, il part à Sarajevo pour un reportage free-lance.
Il revient au cinéma avec Thomas Gilou dans Raï, Bertrand Tavernier dans Capitaine Conan ou Dominique Farrugia dans Delphine 1, Yvan 0. Découvrant le Burkina Faso, il organise « 24 poses pour un vélo », concours de photographie autour du 10e tour cycliste du pays et réalise un documentaire, Le Détour du Faso[Quand ?].
De retour à Paris, il commence à écrire des scénarios, joue dans La Faute à Voltaire d’Abdellatif Kechiche et réalise un court-métrage, C.D.D.
Depuis, il se partage entre la comédie et l’écriture. Il a notamment écrit Capone, un téléfilm de Jean-Marc Brondolo pour Arte, Scalp, une série en 8 × 52 min pour Canal+, et Quand la ville mord, un film de Dominique Cabrera pour France 2 et Arte. En 2010, il réalise Face à la mer, un court métrage pour Arte.
Il a joué dans Aram de Robert Kéchichian, Le Convoyeur de Nicolas Boukhrief ou Un beau dimanche de Nicole Garcia. Il est surtout l’un des interprètes fétiches d’Abdellatif Kechiche dans L'Esquive, La Graine et le Mulet et Vénus noire.
En 2014, il réalise La Fille du patron, son premier long métrage, sorti début 2016.

## Filmographie

### Acteur

#### Cinéma
- 1995 : Raï de Thomas Gilou
- 1995 : Tom est tout seul de Fabien Onteniente : Karim
- 1996 : Delphine 1, Yvan 0 de Dominique Farrugia : Nicou
- 1996 : Capitaine Conan de Bertrand Tavernier : Mahut
- 1997 : Le Déménagement d'Olivier Doran : Douglas
- 1999 : Trafic d'influence de Dominique Farrugia : Bianco
- 1999 : Chili con carne de Thomas Gilou : Philippe
- 2000 : La Faute à Voltaire d'Abdellatif Kechiche : Antonio
- 2002 : Aram de Robert Kéchichian : Mehmet
- 2004 : Le Convoyeur de Nicolas Boukhrief : Dolph
- 2004 : L'Esquive d'Abdellatif Kechiche : un policier
- 2005 : Ecorchés de Cheyenne Carron : le détective
- 2006 : Le Serpent d'Eric Barbier : le policier au cimetière
- 2007 : La Graine et le Mulet d'Abdellatif Kechiche : José
- 2010 : La Princesse de Montpensier de Bertrand Tavernier : le brigand
- 2010 : Vénus noire d'Abdellatif Kechiche : le hussard
- 2010 : L'Avocat de Cédric Anger : Richard Lauro
- 2013 : Un beau dimanche de Nicole Garcia : Patrick, le père de Mathias
- 2015 : Pitchipoï de Charles Najman : Patrick
- 2015 : A 14 ans d'Hélène Zimmer : le beau-père de Sarah
- 2015 : La Fille du patron de lui-même : Vital
- 2015 : Orpheline d'Arnaud des Pallières : François
- 2016 : Tout nous sépare de Thierry Klifa : Daniel
- 2017 : Lucky One de Mia Engberg et Margaux Guillemard : Vincent
- 2019 : Qui m'aime me suive! de José Alcala : Santana, le gitan
- 2019 : Synonymes de Nadav Lapid : Michel
- 2021 : Mes frères et moi de Yohan Manca : Manu
- 2022 : La Syndicaliste de Jean-Paul Salomé : François
- 2023 : Flo de Géraldine Danon : Jean Le Rouzic

#### Court métrage
- 1991 : Noir dessin de Jean Heches :
- 1993 : Le Bledia d'Olivier Legan : l'un des trois voyous
- 1994 : Perle rare d'Olivier Doran : le fils Behr
- 1994 : Limites de Patrick Nicolini : l'un des quatre musiciens
- 1997 : Le Contrat de Jean-Claude Flamand :
- 2001 : Comme des citrons d'Olivier Fox :
- 2005 : Prozac tango de Michaël Souhaité : Frank
- 2006 : Il legal (= L'Autre, peut-être) de Bernard Weber : Ramon
- 2007 : Je suis une amoureuse de Jocelyne Desverchère
- 2008 : Sueur d'Abdellatif Kechiche : José
- 2012 : Drift de Max Jourdan : Marcel
- 2012 : Entre chien et loup d'Antoine Novat :
- 2018 : Odol Gorri de Charlène Favier : Arnaud
- 2021  Fanfare de Léo Grandperret

#### Télévision
- 1993 : Julie Lescaut, épisode Harcèlements de Caroline Huppert (série) : Mandelieu
- 1994 : Commissaire Moulin, épisode Mort d'un officier de police de Jean-Louis Daniel (série) : Philippe Cerbert
- 1996 : Le Tuteur de Fabien Onteniente (téléfilm) : Hervé
- 1998 : Commissaire Moulin, épisode 36 quai des ombres de Denis Amar (série) : Tony Reinberger
- 1998 : Un homme en colère, épisode Un silence coupable de Caroline Huppert (série) : Rocky
- 1999 : De père en fils de Jérôme Foulon (téléfilm) : Driss
- 2002 : Le Voyage organisé d'Alain Nahum (téléfilm) : Simon
- 2002 : Les Frangines de Laurence Katrian (téléfilm) : Bertrand
- 2003 : Zéro défaut de Pierre Schoeller (téléfilm) : Seb
- 2003 : Orages de Peter Kassovitz (téléfilm) : le brigadier
- 2003 : Commissaire Moulin, épisode Série noire de Joyce Buñuel (série) : Tonin
- 2004 : Les Cordier, juge et flic épisode La Rançon d'Eric Summer (série) : Devert
- 2004 : Capone de Jean-Marc Brondolo (téléfilm) : Gabriel
- 2004 : L'Instit épisode Carnet de voyage : La Tunisie de Gérard Klein (série) : Michel
- 2005 : Commissaire Valence épisode Le Môme de Patrick Grandperret (série) : le gitan
- 2007 : Sécurité intérieure de Patrick Grandperret (mini série) : Pablo
- 2007 : Coupable (série) : Charlie Mestrani
- 2008 : Clémentine de Denys Granier-Deferre (téléfilm) ; le souteneur du quartier
- 2009 : Frères de sang de Stéphane Kappes (téléfilm) : Commissaire Despart
- 2009 : Suite noire : Quand la ville mord de Dominique Cabrera (unitaire pour série) : Bomber One
- 2011 : Trois filles en cavale de Didier Albert (téléfilm) : le second homme de main
- 2012 : Passage du désir de Jérôme Foulon (mini série) : Maxime Duchamp
- 2013 : Ça ne peut pas continuer comme ça de Dominique Cabrera (téléfilm) : le régisseur
- 2014 : Crossing Lines saison 2 épisode 11 The Team : Part One de Bill Eagles (série) : Inspecteur Fabre
- 2015 : Ragion di Stato de Marco Pontecorvo (mini série) : Rashid
- 2017 : On l'appelait Ruby de Laurent Tuel (téléfilm) : Fred Bach
- 2018 : Je sais tomber d'Alain Tasma (téléfilm) : Jean
- 2020 : Un homme ordinaire de Pierre Aknine (mini série) : Capitaine Dantec
- 2023 : Les Siffleurs de Nathalie Marchak (mini série) : Daniel

### Réalisateur
- 2000 : C.D.D. (court métrage)
- 2010 : Face à la mer (court métrage)
- 2015 : La Fille du patron

### Scénariste
- 2000 : C.D.D. de lui-même (court métrage)
- 2004 : Capone de Jean-Marc Brondolo (téléfilm)
- 2008 : Scalp de Jean-Marc Brondolo et Xavier Durringer (série télévisée)
- 2009 : Suite noire : Quand la ville mord de Dominique Cabrera (unitaire pour série télévisée)
- 2010 : Face à la mer de lui-même (court métrage)
- 2015 : La Fille du patron de lui-même
- 2017 : Félicité d'Alain Gomis (collaboration)
- 2022 : Comme une louve de Caroline Glorion

## Théâtre
- 1994 : Tue la mort de Tom Murphy, mise en scène Bernard Bloch, Théâtre de la Commune
- 1995 : Tue la mort de Tom Murphy, mise en scène Bernard Bloch, Nouveau Théâtre de Bourgogne